# Doug Walgren

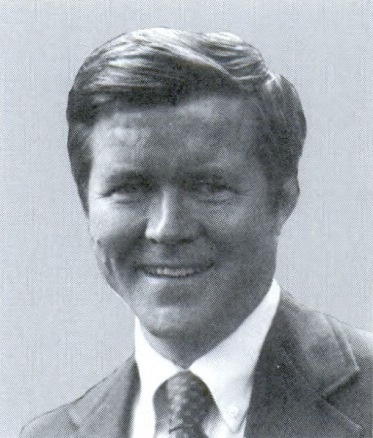
Doug Walgren (1987)

Douglas „Doug“ Walgren (* 28. Dezember 1940 in Rochester, New York) ist ein US-amerikanischer Politiker. Zwischen 1977 und 1991 vertrat er den Bundesstaat Pennsylvania im US-Repräsentantenhaus.

## Werdegang
Doug Walgren besuchte die öffentlichen Schulen in Mount Lebanon. Im Jahr 1958 absolvierte er die dortige High School. Daran schloss sich bis 1963 ein Studium am Dartmouth College in Hanover (New Hampshire) an. Nach einem anschließenden Jurastudium an der Stanford University in Kalifornien und seiner 1966 erfolgten Zulassung als Rechtsanwalt begann er in Pittsburgh in diesem Beruf zu arbeiten. Von 1973 bis 1975 war er juristischer Berater der Firma Behavioral Research Laboratories, Inc. in Palo Alto.
Politisch schloss sich Walgren der Demokratischen Partei an. Bei den Kongresswahlen des Jahres 1976 wurde er im 18. Wahlbezirk von Pennsylvania in das US-Repräsentantenhaus in Washington, D.C. gewählt, wo er am 3. Januar 1977 die Nachfolge des in den Senat gewechselten Republikaners John Heinz antrat. Nach sechs Wiederwahlen konnte er bis zum 3. Januar 1991 sieben Legislaturperioden im Kongress absolvieren. Im Jahr 1990 wurde er nicht bestätigt.
Seit dem Ende seiner Zeit im US-Repräsentantenhaus arbeitet Doug Walgren als Politikberater. Er lebt in Mount Lebanon.